# Dinek, Mihalıçcık
Dinek là một thị trấn thuộc huyện Mihalıçcık, tỉnh Eskişehir, Thổ Nhĩ Kỳ. Dân số thời điểm năm 2011 là 424 người.